# Zeitdeckende Erzählung
Als zeitdeckende Erzählung wird eine Erzählweise und literarische Technik bezeichnet, bei der die Erzählzeit (= Zeit, die zum Lesen des Textes benötigt wird) annähernd mit der erzählten Zeit, also der Zeitdauer, in der sich das Erzählte abspielt, übereinstimmt.
Der deutsche Germanist und Literaturwissenschaftler Eberhard Lämmert (1924–2015) hat als einer der ersten Literaturwissenschaftler mit seiner von Günther Müller betreuten Dissertation von 1955 (Bauformen des Erzählens) versucht, eine systematische Beschreibung der epischen Erzählung zu liefern und so der bisher geübten so genannten werkimmanenten Interpretation eine analytisch-funktionale Methodik entgegenzustellen. Sein analytisches Kernstück ist dabei die differenzierende und systematisierende Darlegung der „Beziehung von Erzählzeit und erzählter Zeit“, wobei er neben dem zeitdeckenden noch zwischen zeitraffendem (Erzählzeit ist kürzer als die erzählte Zeit) und zeitdehnendem (Erzählzeit dauert länger als die erzählte Zeit) Erzählen unterscheidet und weiterhin verschiedene, vielfach kombinierbare Raffungsformen und -intensitäten zusammenträgt, die das „Erzähltempo“ eines Textes bestimmen.
Lämmerts analytische Begrifflichkeit galt seit den 1960er Jahren als literaturwissenschaftliches Elementarwissen und wurde erst in neuerer Zeit durch die systematischere und trennschärfere Terminologie des französischen Literaturtheoretiker Gérard Genette verdrängt (der ebenfalls den Zeitstrukturen besonderes Gewicht einräumt).
Bei der zeitdeckenden Erzählung werden Reden oder Gedankengänge dialogischen Charakters einzelner oder mehrerer Protagonisten dabei oft wörtlich und in Form der direkten Rede im Präsens und in der Darstellung des Dialogs ohne Unterbrechung seitens des Erzählers wiedergegeben.
Diese Form der Erzählstruktur wird wegen ihrer epischen Länge der szenischen Darstellung meist nur in einzelnen Textpartien eingesetzt. Insbesondere die Prosa der Literaturepoche des Naturalismus (ca. 1880–1910) hat diese Erzählstruktur eingesetzt, siehe auch die verwandte Technik des Sekundenstils – ein Ausdruck, der von dem Literaturwissenschaftler Adalbert von Hanstein in seiner Literaturgeschichte „Das jüngste Deutschland“ geprägt wurde, um die literarische Technik einer übergenauen Schilderung von Sinneswahrnehmungen, Gesten, Bewegungen, Geräuschen oder Bildfolgen des naturalistischen Autors Arno Holz zu beschreiben.